# Paulinho (football, 1995)
Pour les articles homonymes, voir Paulinho (homonymie).
Paulo Victor da Silva dit Paulinho, né le 3 janvier 1995 à São Paulo au Brésil, est un footballeur brésilien qui évolue au poste d'arrière gauche au FC Midtjylland.

## Biographie

### Débuts au Brésil
Né à São Paulo au Brésil, Paulinho commence sa carrière avec le club de Santo André.
Il est prêté au Boa Esporte, puis au EC São Bento, où il joue en deuxième division du Brésil. 
Le 3 août 2018, Paulinho s'engage en faveur de l'EC Bahia, pour un contrat courant jusqu'en août 2021. C'est avec ce club qu'il découvre la première division brésilienne. Trois jours après sa signature, il joue son premier match sous ses nouvelles couleurs, en faisant ses débuts dans l'élite, face à Fluminense. Il est titularisé et les deux équipes se neutralisent (1-1 score final).

### FC Midtjylland
Le 1er juillet 2019, Paulinho s'engage avec le club danois du FC Midtjylland pour un contrat de cinq ans. 
Il fait sa première apparition sous ses nouvelles couleurs le 12 juillet 2019, lors de la première journée de la saison 2019-2020 de Superligaen contre l'Esbjerg fB. Il est titularisé et son équipe s'impose par un but à zéro. Paulinho inscrit son premier but pour Midtjylland le 2 mars 2020, lors d'une rencontre de championnat contre SønderjyskE. Titulaire, il participe à la victoire de son équipe par trois buts à zéro.
Lors de la saison 2019-2020, le club termine premier du championnat et Paulinho est donc sacré Champion du Danemark.
Paulinho découvre la Ligue des champions avec le FC Midtjylland, jouant son premier match le 26 août 2020, lors d'une rencontre qualificative face au PFK Ludogorets Razgrad. Il est titularisé et son équipe s'impose par un but à zéro.
Paulinho participe à tous les matchs de la campagne de Ligue Europa du FC Midtjylland en 2021-2022, tous en tant que titulaire.

## Palmarès
FC Midtjylland
- Championnat du Danemark (1) :
  - Champion : 2019-20.

- Coupe du Danemark (2) :
  - Vainqueur en 2019 et 2022.